# U.C. AlbinoLeffe
Unione Calcio AlbinoLeffe er en italiensk fodboldklub fra Lombardiet. Klubben blev etableret i 1998 efter en fusion mellem de to Serie C2 hold SC Leffe og Albinese Calcio fra nabobyerne Albino og Leffe, der ligger i dalen Val Seriana nord for Bergamo. Siden sin fødsel har klubben ligget i Serie B og Serie C. Klubben spiller i mørkeblåt og lyseblåt. Hjemmekampene spilles for tiden på Stadio comunale Città di Gorgonzola.

## Historie
I Albinoleffes første sæson blev det til en 2. plads i Serie C2 og oprykning til Serie C1 efter en sejr over Modena F.C. i Girone A playoff finalen. I Serie C1 blev AlbinoLeffe de to første år placeret midt i rækken, med en 9. plads i 2000 og 13. plads året efter.
I sæsonen 2002-03 blev AlbinoLeffe nummer 2 i Serie C1, hvilket sikrede klubben en plads i slutspillet om oprykning til Serie B. I semifinalen blev Calcio Padova besejret, og overraskende vandt klubben også over AC Pisa 1909 i finalen og dermed en plads i landets næstbedste række fra sommeren 2003.
Livet i den næstbedsterække strakte sig over de følgende ni sæsoner, inden man i 2012 måtte rykke ned igen. I nedrykningssæsonen blev angriberen Andrea Belotti rykket op fra ungdomsrækkerne til førsteholdet. Han kunne med sin beskedne spilletid ikke forhindre nedrykningen, men sæsonen efter gjorde han med 12 mål i den tredjebedste række opmærksom på sig selv, og han blev i sommeren 2013 solgt til Palermo for siden at blive italiensk landsholdspiller og stjerne i Torino.
I de første år efter nedrykningen kæmpede AlebinoLeffe svært med det, og hele to gange, i 2015 og 2016, var man egentlig rykket ned i Serie D. Men AlbinoLeffe blev reddet af andre holds konkurser og belønnet for sin organisatoriske stabilitet af de sportslige myndigheder, der lod klubben blive i Serie C. Siden har AlbinoLeffe været midterhold i Serie C.

## Stadion
I de første sæsonener efter fusionen spillede AlbinoLeffe på SC Leffes gamle hjemmebane Stadio Carlo Martinelli.
Fra oprykningen til Serie B i 2003 og frem til 2019 delte AlbinoLeffe Stadio Atleti Azzurri d'Italia inde i Bergamo med Atalanta, men da sidstnævnte købte stadion af kommunen i 2017 og investerede i en stor ombygning og modernisering, der også første til et nye sponsornavn, Gewiss Stadium, måtte AlbinoLeffe flytte.
Den midlertidige løsning på stadionudfordringen blev Stadio comunale Città di Gorgonzola i byen Gorgonzola på Posletten ikke så langt fra Milano. Imens påbegyndte man byggeriet af et nyt stadion i sammenhæng med klubbens træningsanlæg i Zanica umiddelbart syd for Bergamo.

## Sæsoner
UC AlbinoLeffe har aldrig spillet i Italiens bedste række, Serie A. I sæsonen 2007–08 blev klubben nummer 4 i Serie B og nåede finalen i oprykningsspillet. Finalen blev tabt til U.S. Lecce efter et 0-1 nederlag på hjemmebane, og 1-1 på Lecces hjemmebane Stadio Via del Mare.
| Sæson   | Liga                     | Placering | Score | Score | Score | Score | Score | Score | Score | Andet |
| ------- | ------------------------ | --------- | ----- | ----- | ----- | ----- | ----- | ----- | ----- | ----- |
|         |                          |           | K     | V     | U     | T     | Mål + | Mål - | Point |       |
| 1998–99 | Serie C2                 | 2         | 34    | 16    | 10    | 8     | 44    | 35    | 58    | [ 3 ] |
| 1999-00 | Serie C1/A               | 9         | 34    | 11    | 12    | 11    | 36    | 37    | 45    |       |
| 2000–01 | Serie C1/A               | 13        | 34    | 7     | 18    | 9     | 27    | 31    | 39    |       |
| 2001–02 | Serie C1/A               | 13        | 34    | 8     | 17    | 9     | 33    | 35    | 41    |       |
| 2002–03 | Serie C1/A               | 2         | 34    | 17    | 12    | 5     | 62    | 36    | 63    | [ 3 ] |
| 2003–04 | Serie B                  | 18        | 46    | 13    | 15    | 18    | 47    | 59    | 54    |       |
| 2004–05 | Serie B                  | 11        | 42    | 14    | 13    | 15    | 55    | 51    | 55    |       |
| 2005–06 | Serie B                  | 18        | 42    | 10    | 16    | 16    | 38    | 52    | 46    | [ 4 ] |
| 2006–07 | Serie B                  | 10        | 42    | 11    | 20    | 11    | 46    | 48    | 53    |       |
| 2007–08 | Serie B                  | 4         | 42    | 23    | 9     | 10    | 67    | 48    | 78    | [ 5 ] |
| 2008–09 | Serie B                  | 9         | 42    | 15    | 13    | 14    | 49    | 49    | 58    |       |
| 2009–10 | Serie B                  | 11        | 42    | 14    | 13    | 15    | 59    | 56    | 55    |       |
| 2010–11 | Serie B                  | 18        | 42    | 13    | 10    | 19    | 55    | 66    | 49    |       |
| 2011–12 | Serie B                  | 22        | 42    | 6     | 12    | 24    | 39    | 69    | 30    |       |
| 2012–13 | Lega Pro Prima Divisione | 6         | 32    | 13    | 14    | 5     | 44    | 27    | 47    |       |
| 2013–14 | Lega Pro Prima Divisione | 7         | 30    | 12    | 7     | 11    | 42    | 40    | 43    |       |
| 2014–15 | Lega Pro Prima Divisione | 19        | 38    | 7     | 11    | 20    | 27    | 51    | 32    |       |
| 2015–16 | Lega Pro                 | 17        | 34    | 4     | 8     | 22    | 23    | 57    | 20    |       |
| 2016–17 | Lega Pro                 | 9         | 38    | 12    | 16    | 10    | 38    | 34    | 52    |       |
| 2017–18 | Serie C                  | 5         | 34    | 13    | 10    | 11    | 36    | 31    | 49    |       |

1. ↑  Official: Atalanta buy stadium - Football Italia
2. ↑  Stadio Albino Leffe - Isocell - Elementi strutturali prefabbricati in calcestruzzo e Conci per gallerie
3. 1 2  oprykning via playoff
4. ↑  vandt playoff om nedrykning over Avellino
5. ↑  tabte playoff-finalen om oprykning til Lecce

## Kendte spillere gennem tiden
- Federico Peluso
- Andrea Belotti
- Alessandro Diamanti
- Mirco Poloni
- Federico Marchetti
- Marco Sau
- Ivan Del Prato
- Roberto Bonazzi